# هنری هشتم (فیلم)
هنری هشتم (انگلیسی: Henry VIII) یک فیلم است که در سال ۱۹۱۱ منتشر شد.